# Leya Kırşan
Leya Kırşan (* 23. Mai 2008 in Istanbul) ist eine türkische Kinderdarstellerin. Bekannt wurde sie durch die Serie Tozkoparan und die Fortsetzungsserie Tozkoparan İskender.

## Leben und Karriere
Kırşan wurde am 23. Mai in Istanbul geboren. 2014 gab sie ihr Debüt in der Fernsehserie Hayat Yolunda. Danach trat sie 2015 in der Serie Maral:En Güzel Hikayem auf. Anschließend bekam Kırşan eine Rolle in Eve Dönüş. 2017 spielte sie in der Serie Adı Efsane mit. Unter anderem trat sie in Payitaht Abdülhamid auf. 2018 bekam Kırşan ihre erste Hauptrolle in Tozkoparan. Ihre nächste Hauptrolle bekam sie in der Nachfolgerserie Tozkoparan İskender.

## Filmografie
Serien
- 2014–2015: Hayat Yolunda
- 2015: Maral: En Güzel Hikayem
- 2015–2016: Eve Dönüş
- 2017: Adı Efsane
- 2017–2018: Payitaht Abdülhamid
- 2018–2020: Tozkoparan
- seit 2021: Tozkoparan İskender